# Національний парк Аюб
Національний парк Аюб, широко відомий як парк Аюб або, історично, парк Топі Рах (букв. заповідник Рах у Потварі), є національним парком, розташований на Великому колісному шляху, неподалік від колишньої президентської адміністрації в Равалпінді, Пенджаб, Пакистан.
Парк був створений до утворення Пакистану і займає площу 313 акрів (127 га). Він був названий на честь колишнього президента Пакистану фельдмаршала Аюб Хана. Це найбільший парк у столичній зоні Ісламабад-Равалпінді і вважається одним із найбільших в Азії.

## Історія
Парк був заснований під час Британського Раджу як парк Топі Рах як популярне місце для пікніка. У 1959 році його було перетворено на національний парк під час правління Аюб-Хана, а Раді метрополії Равалпінді була доручена його управління. Амфітеатр у парку, єдиний у тодішній столиці Равалпінді, використовувався для проведення найвищих культурних і світських заходів. Проте з роками парк був занедбаний, і на початку 1990-х років майже занепав.
У 2001 році президент Первез Мушарраф передав його управління Фонду армійської спадщини, який контролював масштабні роботи з розвитку, встановлюючи ігрові зони, бігові доріжки та газони.
16 листопада 2021 року в парку урочисто відкрили «Сад чудес», а також сміттєпереробний завод і крісельний підйомник.

## Особливості

### Майданчик для крикету
У 2014 році південна частина парку, яка колись була вкрита мулом і дикими рослинами, була перетворена на майданчик для гри в крикет. Було встановлено освітлений крикетний майданчик і тренувальні сітки. Стадіон незабаром став осередком нічних турнірів під час Рамадану, де десяток клубів і тисячі гравців відвідують його щовечора.
У 2021 році на полі також відбувся Національний одноденний турнір PCB U16.

### Хокейний майданчик
21 січня 2022 року в парку начальник штабу армії Камар Джавед Баджва урочисто відкрив хокейний майданчик AstroTurf. Землю розробили Army Heritage Foundation і Mari Petroleum.

### Казарми
Колишні казарми, які розташовані в парку, були перетворені на курорти, які можна орендувати для ночівлі.

### Світ джунглів
Тематичний парк Jungle World містить парк розваг на тему тварин і зоопарк.
У вересні 2020 року 44 тварини були переміщені з Ісламабадського зоопарку до Світу джунглів після того, як зоопарк закрили через відсутність відповідних приміщень. Серед них три вовки, чотири чорні бики, чотири блакитні бики, чотири уріали, п'ять кроликів, сім мавп і сімнадцять кроликів.
Станом на 2022 рік у зоопарку утримується 130 видів тварин і понад 200 птахів.